# Chiesa di San Giuseppe (Pesaro)
La chiesa di San Giuseppe è un edificio religioso di Pesaro, situato in una piazzetta attualmente senza nome, ma fin dal 1400 chiamata Piazzetta dell'Olmo in cui vi era un grande ed antico olmo, fu edificata dalla Confraternita di San Giuseppe nel 1660. In seguito ai danni subiti nel terremoto del 1930, è stata radicalmente trasformata nel 1932.
La facciata, in cotto terminante in timpano ed animata da nicchie di ispirazione genghiana, presenta notevoli somiglianze con quella della chiesa di San Carlo: entrambe le chiese vennero edificate agli inizi del Seicento, si potrebbe supporre su disegno dell'architetto pesarese Giovan Battista Bernabei, a cui le fonti attribuiscono concordemente il progetto della chiesa di San Carlo, in ambedue sono riscontrabili gli stessi notevoli influssi genghiani, anche se la facciata di San Giuseppe è più ricca di motivi ornamentali.
L'interno, ad un'unica navata e con cinque altari, contiene varie tele realizzate dai pittori pesaresi Terenzio Terenzi soprannominato Rondolino, Giovanni Maria Laffoli, Teodoro Amati, Giannandera Lazzarini e una dello spagnolo Sebastiano Munoz.